# 阿房列車
『阿房列車』（あほうれっしゃ）は、作家内田百閒（うちだひゃっけん）が、1950年から1955年にかけて執筆した紀行文シリーズ全15編。『第一阿房列車』『第二阿房列車』『第三阿房列車』全3巻が刊行。
題名は秦の始皇帝の建てた阿房宮に由来する。

## 概要
内田百閒は、鉄道（当時は主に蒸気機関車）に乗ることのみを目的に、長期の鉄道旅行を好んだ。目的地では一部の例外を除き、長逗留をしたり観光をしたりすることもなく、むしろそれらを忌避することすらあり、鉄道線の終着駅からそのまま引き返すこともあり、鉄道にただ乗り移動すること自体を目的とする旅を行った。また乗車する際は、借金をしてでも一等車乗車を志向した。
このようなスタンスで、青森から鹿児島に至るまで日本各地を往来した旅をまとめたものが「阿房列車」シリーズであるが、時に旅の本筋とは関係ない回想が長々と挿入され、あるいは百閒自身の短編小説に見られる異様な非現実的現象の描写が語られることもあり、百閒自身も紀行文というより小説とみなしていた模様である。
第1作「特別阿房列車」の「なんにも用事がないけれど、汽車に乗つて大阪へ行つて来ようと思ふ」という飄々とした一文は著名で、しばしば引用されることがある。

## 背景
本シリーズの舞台となる時代は、太平洋戦争後の鉄道が戦前の運行水準を回復しつつあった1950年（昭和25年）から1955年（昭和30年）にかけてである。3等級制が敷かれ一等展望車が走り、寝台車には車両専属の掛（かかり）が存在した（百閒は「ボイ」と表現する）当時の様子が記されている。反面、例えば宇品線での「ぼろぼろの、走り出すと崩れさうな汽車に乗つた」など、ローカル線では未だ整備が行き届いていない様子も文章からうかがえる。鉄道や宿の接客に対しては態度や姿勢を問わず辛口である。
当時国鉄職員で百閒の文学上の弟子でもあった平山三郎が、百閒の健康上の理由もあり、すべての旅に同行している。百閒は文中では平山の名をもじって「ヒマラヤ山系」と表現し、無口で曖昧な話し方をする妙な小男として描写し、旅行の度に雨に見舞われる事から「稀代の雨男」と評している。平山は百閒の没後、『阿房列車』に関する逸話を多く書き遺しており、事実にかなり脚色が加えられていたことが判明している。この点は松尾芭蕉の『おくのほそ道』の内容が、同行した弟子の河合曾良が著した旅程日記と矛盾しているのと同様に、文学的脚色の典型的な事例であるといえる。
他に登場する人物たちに関しても、本名や経歴を元にしたニックネームや、「甘木さん」（「某」という字を分割したもの。要するに「誰か」）など、ほとんどが仮名で語られており、百閒と虚実不明な会話を交わすが、これも内容の真偽は不明である。

## 登場人物
内田百閒の鉄道乗車エッセーであるため、作者と関係者が中心となる。

### 主要人物
内田百閒と同行者、平山三郎の二人。百閒は優等列車や幹線ばかり好み、ローカル線はあまり乗らない（ので、来銚時も銚子電鉄には乗車していない）。
- 内田百閒

いわゆる乗り鉄で、特に優等列車が好き。郷里・岡山から東京へ進学時に列車乗車した経験からと思われる。
岡山の喧嘩言葉に「くやしかったら井戸の穴をかついでこい」というのがある。それを思い出して、彼は廃トンネルの活用ができないかと思案することもある。
鈍行でのんびりというわけにもいかず、優等列車にこだわるあまり、借金してまで旅費をねん出している。
知人に借金をする際、「生活の穴埋めである借金ではないから、大丈夫である」と自己暗示している。
- 平山三郎（ヒマラヤ山系）

百閒の門下生であり、旅の相棒である。国鉄に就職している（鉄道弘済会（のちの交通新聞社）の鉄道雑誌編集者）。
そのため、彼を介して百閒と彼の切符に便宜を図らせることもある。
彼を毎回同伴させるのは、百閒自身が病気もちであり、フォローしてくれる人が必要と判断されたからである。
妻帯者がいるらしく、彼の話にごくたまに妻がでてくる。
アンパンのあんがあまり好きではない。ちなみに大好物はレモンジュースとラーメン。

### その他
百閒と平山以外の人物。
- 中村武志

百閒の門下生で国鉄職員。百閒を心配する平山から連絡を受けて出迎えて、百閒宅へ送る事から「見送亭夢袋氏」のあだ名がついた。
たまに出迎える時も、百閒に「出迎亭夢袋氏」と呼ばれる。
- 甘木君

役所で恩給係、夏目漱石のファン。百閒の知人だが、名前を忘れたようで「某」を解体した「甘木」と呼ばれる。
ほかにも、何樫君、垂逸君、誰何君といって知人がいる。
- 金矢忠志

百閒の門下生で、あだ名は「矢中懸念仏」。盛岡で蒲鉾工場の支配人。
若いころから禿げているのが悩み、そのことは百閒も承知している。
- 城川二郎

百閒の門下生で、あだなは「状阡君」。大同生命新潟支店長を務めている。
妹の主人が保険会社鹿児島支店長で、鹿児島駅まで迎えに来てくれる。
- 浜地常勝

百閒の門下生で、あだなは「賓也君」。満鉄社員。戦後は福岡へ。父は浜地八郎弁護士。頭山満と姻戚関係。
- 内藤匡

熊本。帝大独文科同期。
- 太宰施門

大阪在住
- 升田国基

一緒に新橋の東洋軒で食事だけ済まして禁酒を試みた。
だが、百閒ともどもお酒が好きなので、別の店で飲みなおしていた。
- 岡崎信一郎

百閒の幼馴染。お互いに「信さん」「栄（百閒の本名が栄造）さん」と呼ぶ。
- 八代市何某旅館の仲居たち

百閒（と平山の）行きつけの宿に勤務する、もとじまさん、御当地さん、油紙女史。
百閒が処分に困った握り飯を「うちの犬に食べさせたら」と提案され、「飼い犬にはやらない」と断られる。
- 中島重

百閒の友達で同志社大学教授、彼のいる京都へ平山と一緒に寄り道。
- 宮城道雄

百閒の琴の師匠かつ鉄道仲間でもある。
目は見えないが、「音だけでも楽しい」という。
- 辰野隆

戦前、郵便鎌倉丸で同船した博士。よく蝙蝠傘を忘れるらしい。
- 蝙蝠傘君

以前、蝙蝠傘をなくしたというので、百閒は新しい蝙蝠傘をプレゼントした。
- 垂逸君

国鉄の熊本管理局員。

## 作品一覧

### 第一阿房列車
- 特別阿房列車

阿房列車の第一作。1950年（昭和25年）10月22日 - 23日、特急「はと」での東京 - 大阪の往復旅行記。戦時中に廃止されていた東海道本線特急列車が本格復活したのを機会に、汽車旅行好きの百閒が戦前以来久しぶりの長旅として挙行した旅であるが、列車が大阪へ向けて出発するのは本編が7割以上進行してからで、そこまでは借金による旅費調達と、東京駅構内での右往左往で占められている。
- 区間阿房列車

1951年（昭和26年）3月10日 - 12日、東海道本線（御殿場線経由）静岡まで普通列車での旅行記。国府津駅で御殿場線の列車に乗り遅れた百閒と駅員との間で、珍問答が展開される。
- 鹿児島阿房列車　前章・後章

1951年（昭和26年）6月30日 - 7月7日、鹿児島・八代への旅行記。途中広島へも立ち寄っている。八代の宿を気に入った百閒は、その後何度もその宿（松浜軒）を訪れる。
- 東北本線阿房列車

1951年（昭和26年）10月21日 - 24日、東北地方への旅行記。百閒の大学教授時代の教え子（百閒流の呼び方では『学生』）がいる盛岡に立ち寄り、浅虫温泉へ至る。盛岡には当時でも朝9時前上野発の青森行き急行「みちのく」で日着できたが、朝寝坊の百閒は早起きを嫌い、昼に上野を出る仙台行き準急で福島まで行き1泊、翌日の昼過ぎに福島から下り列車に乗り込んで盛岡に向かうという、2日がかりのマイペースぶりを発揮する。
- 奥羽本線阿房列車　前章・後章

東北本線阿房列車の続編。1951年（昭和26年）10月25日 - 29日、浅虫温泉から東京までの帰路を描いている。青森の街で床屋を探してふらつき、秋田では名物のハタハタに絡んだ珍問答を繰り広げ、横手からは横黒線（現：北上線）の大荒沢駅まで寄り道するなど脱線の連続。最後は仙山線経由で仙台、松島を経て帰京。
ここまでの旅は1951年（昭和26年）までに行われ、『第一阿房列車』としてまとめられたが、以後1年ほどの空白があり、次の旅は1953年（昭和28年）以降となる。

### 第二阿房列車
- 雪中新潟阿房列車

1953年（昭和28年）2月22日 - 24日、往復とも駿足の上越線急行「越路」による東京 - 新潟の旅行記。豪雪地帯の風景と、当時日本最長であった清水トンネルを体験するため、百閒は窓の曇り取り用にアルコールの小瓶を準備するほどの徹底ぶりを見せ、道中の雪景色の変わり目を楽しみにしていた。しかし、出立の日の東京はすでに一面の大雪で、出鼻をくじかれる羽目になる。
長岡駅 - 新潟駅間における描写として「蒸気機関車C57の豪壮な汽笛の音が…」との記述があるが、新潮文庫版ではC57の部分がC59と誤植されている。
- 雪解横手阿房列車

1953年（昭和28年）2月28日 - 3月4日、奥羽本線阿房列車で立ち寄った横手への再訪記。旅程は急行「鳥海」の寝台車での単純な往復で、横手での滞在記が主体となる。
- 春光山陽特別阿房列車

1953年（昭和28年）3月14日 - 18日、山陽本線特急「かもめ」（1953年〈昭和28年〉3月15日）の処女運転試乗を主体とした八代までの旅行記。国鉄当局から処女運転への招きを受け、ひねくれた逡巡の末にこれを受けるまでの経緯が冒頭で語られる。百閒は「かもめ」という列車名が気に入らず、トンネルの多い山陽本線を走る列車では海もろくに見えない上に、山のカラスを驚かせながら走っていく様子を指して「特急「からす」の方がよかった」と皮肉を飛ばす。
- 雷九州阿房列車　前章・後章

1953年（昭和28年）6月22日 - 28日、三たびの八代への旅行記。時を同じくして北部九州を昭和28年西日本水害が襲い、関門トンネルが水没するなどの被害を出しているが、百閒は豊肥本線や日豊本線でのアクシデントも運良く切り抜け、最後は門司駅折り返しとなった急行「きりしま」に乗り込んで、関門トンネル水没前に間一髪で帰京している。

### 第三阿房列車
- 長崎の鴉—長崎阿房列車

1953年10月18日 - 23日、長崎への旅行記。長崎行き急行「雲仙」の食堂車内で珍問答が繰り広げられる。長崎到着後、百閒と平山はさらに四たび八代まで足を伸ばす。
- 房総鼻眼鏡—房総阿房列車

1953年12月20日 - 24日、千葉県内の周遊記。鼻眼鏡とは千葉 - 成東 - 銚子 - 成田 - 千葉 - 木更津 - 安房鴨川 - 大原 - 千葉の経路を比喩して百閒がつけた名称。当時の房総地区には一等車どころか二等車もほとんどなく、優等車好みの百閒には珍しく三等車ばかりの旅となる。最後は稲毛の旅館で1泊するであもりだったが、旅館のサービスのあまりの劣悪ぶりに閉口。その夜のうちに逃げ出すようにして東京へ戻った。
- 隧道の白百合—四国阿房列車

1954年（昭和29年）4月11日 - 17日、高知・徳島への旅行記。朝寝坊癖で東京発12時以降の列車を常用する百閒としては珍しく、「つばめ」（東京、大阪ともに朝9時発）が登場する。旅程中に高熱を発し、平山に看病されながら足早に上り「つばめ」で帰京する苦しい旅となった。
- 菅田庵の狐—松江阿房列車

1954年（昭和29年）11月3日 - 9日、松江への旅行記。茶人・松平不昧公ゆかりの茶室菅田菴のとば口まで訪れながら、わざわざ抹茶を点てて貰うのが面倒さに「入らず帰ってしまった」のは百閒の有名なエピソードの一つ。そのくせ、旅館で点ててくれた抹茶は喜んで服していた。
- 時雨の清見潟—興津阿房列車

1954年（昭和29年）11月26日 - 27日、興津への短い旅行記。区間阿房列車以来の再訪。帰路、突風によるダイヤの乱れで東京行き急行「きりしま」が興津駅に臨時停車し、百閒たちはこれに乗り込んでしまうことに成功する。
- 列車寝台の猿—不知火阿房列車

五たびの八代への旅行記。1955年（昭和30年）4月9日 - 17日の旅でシリーズ最終作となる。この年の7月、国鉄は利用率の低い一等寝台車をすべて二等寝台車に格下げする措置を行うが、それに先立つ一等寝台車のサービス低下ぶりを目の当たりにして、一等寝台愛用者の百閒は憤慨する。
その後も百閒は、1958年（昭和33年）までに平山らの同行で幾度か九州を再訪し、『千丁の柳』などの鉄道旅行を描いた随筆を残しているが、これらは『阿房列車』シリーズには含まれていない。また、北海道訪問は希望はあったものの「当時津軽海峡に度々出現していた浮遊機雷が怖い」として行くことはなかった。近年再刊された『阿房列車』単行本に掲載された百閒の旅中スナップ写真は、実際には1957年（昭和32年）に行われた九州旅行において、現地で同行した写真家の小石清によって撮影されたものである。
それ以後、老境に掛かって身体の衰えた百閒は、亡くなるまで列車で長旅をすることはなかった。

## 書誌情報
- 『第一阿房列車』、初刊は『阿房列車』三笠書房、1952年6月

（新潮文庫、2003年5月） ISBN 410-1356335
- 『第二阿房列車』、三笠書房、1953年12月

（新潮文庫、2003年11月） ISBN 410-1356343
- 『第三阿房列車』、大日本雄弁会講談社、1956年3月

（新潮文庫、2004年7月） ISBN 410-1356351
昭和後期に旺文社文庫、平成初期に福武文庫で各・新版再刊
選集
- 『阿房列車 内田百閒集成1』（筑摩書房〈ちくま文庫〉、2002年） ISBN 448-0037616

## 漫画化作品
- 一條裕子により、2007年から2010年にかけ、小学館『月刊IKKI』にて「特別阿房列車」「区間阿房列車」が漫画化。
『鉄子の旅』シリーズ、『月館の殺人』と共に「IKKIの鉄道マンガ三部作」の一つ、三号目まで刊、四号は書き下ろしで発刊予定（2022年現在未刊）。

## 後への影響
本作にちなんだ表題を持つ鉄道紀行の作品集として、阿川弘之『南蛮阿房列車』や吉谷和典『すかたん列車』、酒井順子『女流阿房列車』、乾正人『令和阿房列車で行こう』がある。
編集者（阿川の担当者）で紀行文学作家の宮脇俊三も、百閒を自身の鉄道紀行の先達としていた。